# Milford, Connecticut
Milford, Connecticut là một thành phố tại quận quận, tiểu bang Connecticut, Hoa Kỳ. Thành phố nằm trong Vùng đô thị New York. Dân số theo điều tra năm 2005 của Cục điều tra dân số Hoa Kỳ là 53.045 người, dân số theo điều tra năm 2010 là người, diện tích là km2. 